# Alassane Diallo
Alassane Diallo (sinh ngày 19 tháng 2 năm 1995) là một cầu thủ bóng đá Mali thi đấu ở vị trí tiền vệ.

## Sự nghiệp câu lạc bộ
Diallo ký hợp đồng với Standard Liège năm 2014 từ K.A.S. Eupen. Trước đó anh được huấn luyện tại Học viện Aspire ở Qatar. Sau đó K.V.C. Westerlo ký hợp đồng với Diallo theo dạng cho mượn 1 năm. Anh ra mắt tại Belgian Pro League với Westerlo ngày 19 tháng 10 năm 2014 trước K.R.C. Genk trong thất bại 3-1 trên sân khách. Anh thay cho Christian Dorda sau 86 phút.